# 소셜 미디어 마케팅
소셜 미디어 마케팅(social media marketing, SNS 마케팅))은 소셜 미디어 플랫폼과 웹사이트를 사용하여 제품이나 서비스를 제고하는 것이다. 즉, 인스타그램, 유튜브, 페이스북, 틱톡 등 다른 사람들과 교류할 수 있는 앱 서비스, 일명 ‘소셜 미디어’를 활용하는 마케팅 기법을 말한다.
크게 SMM(Social Media Management) 마케팅과, 광고 마케팅(paid ads)으로 구분된다. SMM 마케팅의 경우 컨텐츠등을 업로드 하여 오가닉하게 잠재 고객에게 노출시키는 전략인 반면, 광고 마케팅의 경우 플랫폼에 비용을 지불하고 원하는 타겟층에게 인위적으로 노출을 시키는것을 의미한다.

## 개념
SNS 마케팅은 텔레비전, 신문 등과 같은 전통적인 대중매체를 통해 광고나 홍보를 했던 기존의 마케팅과는 다르게 사용자 간 관계를 형성할 수 있는 웹 기반의 플랫폼인 소셜 네트워크 서비스를 활용하여 고객들과 소통하는 마케팅 전략이다.

## 목표 및 전술
마케팅에서 소셜 미디어를 사용하는 주요 목적 중 하나는 제품에 관심이 있는 사람들에게 접근성을 높이고, 제품에 대해 전혀 모르는 사람들에게도 기업을 알릴 수 있는 커뮤니케이션 도구로 활용하기 위함이다.

### 트위터
트위터에서는 280자 이하의 짧은 메시지, 즉 트윗을 통해 가입자의 홈페이지에 표시되는 제품을 홍보할 수 있다. 트윗에는 텍스트, 해시태그, 사진, 동영상, 애니메이션 GIF, 이모지 또는 제품 웹사이트 및 기타 소셜 미디어 프로필 링크 등을 포함할 수 있다.등. 트위터는 기업에서 고객 서비스에도 사용된다. 일부 기업은 연중무휴 24시간 지원을 제공하고 신속하게 대응하여 브랜드 충성도와 인지도를 높인다.

### YouTube
YouTube는 또 다른 인기 트렌드이며, 타겟 고객층에 맞는 방식으로 광고가 제작된다. 광고에 사용되는 언어의 유형과 제품 홍보에 사용되는 아이디어는 시청자의 스타일과 취향을 반영한다.
C최근 닐슨의 연구에 따르면 18세에서 49세 사이의 절반 이상이 TV를 거의 시청하지 않거나 전혀 시청하지 않는 것으로 나타났다 같은 조사에 따르면 18세에서 49세 사이의 YouTube 사용자는 일주일 평균 모든 케이블 TV 네트워크를 합친 것보다 더 많은 것으로 나타났다.

### 페이스북
2011년 연구에 따르면 '참여' 또는 클릭과 좋아요의 84%가 Facebook 광고와 관련이 있는 것으로 나타났다. 2014년까지 Facebook은 비즈니스 및 브랜드 페이지에서 게시되는 콘텐츠를 제한했다. Facebook의 알고리즘 변경으로 인해 유료 비즈니스 페이지(좋아요 수가 50만 개 이상인 페이지)의 잠재고객이 2012년 16%에서 2014년 2월 2%로 감소했다.

## 같이 보기
- 통합 마케팅 커뮤니케이션
- 인터넷 마케팅
- 소셜 미디어 최적화
- 웹 2.0
- 인터넷 유명인